# 히가시홋카이도 크레인스
히가시홋카이도 크레인스(ひがし北海道クレインズ)는 1949년 창단된 일본의 프로 아이스하키팀으로 아시아리그 아이스하키에 참가하고 있으며 홋카이도 구시로시를 연고지로 두고 있고 홈구장은 구시로 아이스 아레나이다.

## 역사
1949년 쥬죠제지 구시로 아이스하키부라는 이름으로 창단하여 1993년 4월 니혼제지 크레인즈로 팀명을 변경했다가 2018년 12월 경영난에 시달린 니혼제지가 폐부를 발표한 이후 2019년 4월 히가시홋카이도 크레인즈로 팀명을 변경했다.

## 성적

### 정규시즌 (아시아리그 아이스하키)
- 2003-04 : 우승 (포스트시즌 없었음)
- 2004-05 : 정규시즌 1위 (포스트시즌 준우승)
- 2005-06 : 정규시즌 1위 (포스트시즌 4강)
- 2006-07 : 정규시즌 1위 (포스트시즌 우승)
- 2007-08 : 정규시즌 4위 (포스트시즌 준우승)
- 2008-09 : 정규시즌 4위 (포스트시즌 우승)
- 2009-10 : 정규시즌 3위 (포스트시즌 준우승)
- 2010-11 : 정규시즌 2위 (포스트시즌 4강)
- 2011-12 : 정규시즌 4위 (포스트시즌 4강)
- 2012-13 : 정규시즌 3위 (포스트시즌 4강)
- 2013-14 : 정규시즌 3위 (포스트시즌 우승)
- 2014-15 : 정규시즌 6위 (포스트시즌 진출 실패)
- 2015-16 : 정규시즌 3위 (포스트시즌 4강)
- 2016-17 : 정규시즌 5위 (포스트시즌 6강)
- 2017-18 : 정규시즌 7위 (포스트시즌 진출 실패)
- 2018-19 : 정규시즌 4위 (포스트시즌 준우승)
- 2019-20 : 정규시즌 5위 (포스트시즌 진출 실패)
- 2020-21 : 코로나19 범유행으로 리그 전면 중단

## 우승 기록

### 아시아리그 아이스하키
- 우승 - 3회(2003-04, 2006-07, 2008-09)
- 준우승 - 4회(2004-05, 2005-06, 2007-08, 2009-10)